# Dagligliv på julemærkehjemmene
|  | Denne artikel er oprettet af botten Steenthbot ud fra en ekstern database. Den kan derfor have sproglige fejl eller mangler. Denne skabelon kan fjernes efter kontrol af indholdet. |

Dagligliv på julemærkehjemmene er en dansk dokumentarfilm fra 1952 instrueret af Gunnar Wangel.

## Handling
Film om de seks julemærkehjem i Danmark, hvor man hvert år hjælper over 1000 udsatte og særligt trængende børn. Filmen indledes med s/h-optagelser af fattige børn i københavnske baggårde. Derefter vises en række dagligdagsbilleder i farver fra hjemmene Lindersvold ved Præstø, Hobro, Fjordmark ved Kollund, Mørkøv, Kildemose ved Ølsted og Holbølls Minde ved Svendborg. Desuden s/h-optagelser fra Kong Frederik IX og Dronning Ingrids besøg i Hobro i 1949. Filmens årstal er usikkert. Mange af optagelserne ses også i 'Julemærkefilmen 1952'.

## Medvirkende
- Kong Frederik IX
- Dronning Ingrid